# Saaab Stories
Saaab Stories è il secondo EP del rapper statunitense Action Bronson, pubblicato nel 2013 dalla Atlantic Records. Rappresenta il debutto del rapper con un'etichetta major e vede la collaborazione di Wiz Khalifa, Prodigy e Raekwon, riscontrando maggiore successo commerciale rispetto a quello critico.
Vende 7 600 copie nella sua prima settimana, arrivando fino alla top ten tra i dischi hip hop e ottenendo un punteggio pari a 71/100 su Metacritic.
| Recensione | Giudizio |
| ---------- | -------- |
| AllMusic   | [ 1 ]    |
| Pitchfork  | [ 3 ]    |
| HipHopDX   | [ 3 ]    |
| Exclaim!   | [ 3 ]    |
| XXL        | [ 3 ]    |

## Tracce
1. 72 Virgins (featuring Big Body Bes) – 2:49
2. Triple Backflip – 2:51
3. No Time – 4:36
4. The Rockers (featuring Wiz Khalifa) – 3:08
5. Strictly 4 My Jeeps – 2:45
6. Alligator – 5:31
7. Seven Series Triplets (featuring Prodigy & Raekwon) – 3:31

## Classifiche settimanali
| Classifica (2013)         | Posizione massima |
| ------------------------- | ----------------- |
| Billboard 200             | 63                |
| US Top Rap Albums         | 6                 |
| US Top R&B/Hip-Hop Albums | 9                 |